# Ligger Moreira Malaquias
Ligger Moreira Malaquias, meglio noto come Ligger (Santo Amaro, 18 maggio 1988), è un calciatore brasiliano, difensore del Figueirense.